# نقل بحري
نقل البحري من أقدم وسائل النقل المائي التي استخدمها الإنسان بخاصة من قبل الدول المجاورة للمسطحات المائية (محيطات، بحار، بحيرات). وقد استخدمت السفن الشراعية، ثم السفن التجارية مع بدايات الثورة الصناعية، أما حديثاً فأصبحت السفن تسير بقوة البترول والغاز، ثم بعضها بقوة الطاقة النووية، ويعتبر الطريقة الأكثر استخدامًا للنقل في التجارة الدولية، والأقل تكلفة مقارنة بوسائل النقل الأخرى.

## طرق النقل البحري
تختلف طرق النقل البحري بحسب نوع البضائع وأشهرها ثلاثة طرق وهي:

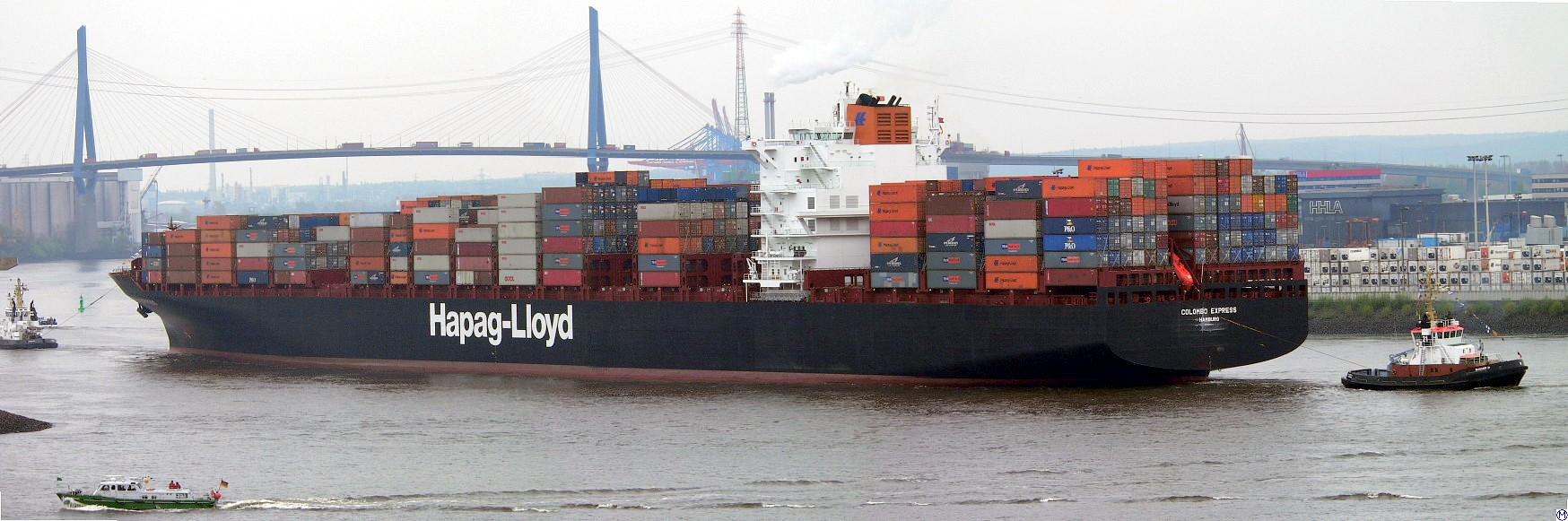
سفينة حاويات

### حاويات النقل البحري
هي أكثر طرق النقل عبر البحر شيوعًا، وتعبئ معظم البضائع في أنواع مختلفة من الحاويات وهي:

#### حاويات جافة قياسية
تستخدم لتعبئة البضائع الجافة العامة، وتتوفر في حجمين، 20 قدم و40 قدم.

#### حاويات تبريد
تستخدم للبضائع التي تحتاج إلى النقل في درجات حرارة معينة مثل الأغذية، والأدوية.

#### خزانات الأيزو
هي حاويات تستخدم لتعبئة المواد الكيميائية السائلة
ويوجد أنواع أخرى من الحاويات وتستخدم لشحن بضائع البناء